# Eduroam
Eduroam (EDUcation ROAMing) es una iniciativa de la asociación de redes académicas y de investigación europeas, TERENA, para facilitar la movilidad. Permite a cualquier usuario de una institución participante tener acceso a internet en cualquiera de las instalaciones del resto de instituciones que participan en esta iniciativa internacional. Además, en algunas instituciones, el visitante puede tener acceso a otros recursos, como por ejemplo impresoras, sin necesidad de un código adicional. Las instituciones interesadas en unirse a Eduroam tienen que disponer de un servidor RADIUS que permita llevar a cabo la autenticación de los usuarios en sus peticiones de acceso a la red. Los usuarios no deben pagar para utilizar eduroam.
El servicio es provisto localmente por las instituciones participantes (Universidades, colegios, institutos de investigación, etc.).
En algunos países, el acceso a Internet también está disponible en otras localizaciones adicionales a instituciones participantes, por ejemplo en librerías, lugares públicos, estaciones de tren, aeropuertos, entre otros.

## Historia
La iniciativa de eduroam inició en el 2002 cuando Klass Wierenga de SURFnet compartió la idea de combinar una infraestructura basada en la infraestructura de RADIUS con tecnología IEEE 802.1X para proveer servicios de roaming de red entre centros de investigación y redes educativas.  La iniciativa Eduroam empezó en 2003. Las pruebas iniciales se hicieron entre cinco instituciones localizadas en los Países Bajos, Finlandia, Portugal, Croacia y el Reino Unido. Más tarde, otras organizaciones educativas y de investigación europeas se interesaron por la idea y empezaron a unirse a la infraestructura.

## Características técnicas
Eduroam es una infraestructura basada en el sistema proxy-server RADIUS, que utiliza el estándar 802.1X para permitir a cualquier usuario de Eduroam el acceso a la red en cualquier institución conectada a la iniciativa. Dependiendo de las políticas locales de las instituciones visitadas, los usuarios de Eduroam pueden tener acceso a recursos adicionales, como por ejemplo impresoras.
El rol de la jerarquía RADIUS es el de enviar las credenciales del usuario que pide autenticación a su propia institución, donde pueden ser verificadas y validadas.

## Organización
Actualmente Eduroam es una federación de federaciones (confederación). Las federaciones funcionan a nivel estatal, y están conectadas a una confederación regional. 